# 이주일
이주일(李朱一, 1940년 10월 24일~2002년 8월 27일)은 대한민국의 희극 배우이다. 제14대 국회의원(1992~1996)을 지냈다. 본명은 정주일(鄭周逸)이며, 본관은 연일이다.

## 생애
- 1940년 10월 24일 ‘정주일’ 이름으로 강원도 고성군 거진읍에서 5대 독자이자 1남 1녀 중 첫째로 태어났다.

- 운양초등학교, 경포중학교, 춘천고등학교를 졸업하고, 경원대학교 경영대학원 최고경영자과정을 수료하였다.

- 1960년 문선대에서 코미디를 시작하여, 1963년 연극배우 데뷔한 그는 1965년《샛별악극단》사회자로 연예계에 정식 데뷔를 하였다.[4]
- 한국 코미디계의 대부 김경태 PD에게 발탁되어 1980년 TBC의 《토요일이다 전원 출발》로 본격적으로 방송 데뷔를 하며, MBC 《웃으면 복이와요》로 늦깎이 인기를 얻게 되었다.
- 못생긴 얼굴로 인해 정상적인 방송의 데뷔가 어려웠던 그는, 자신의 단점을 장점으로 끌어내어 80년대를 주름잡는 "코미디의 황제"로 군림하게 되었다.
- "못생겨서 죄송합니다"로 대표되는 여러개의 유행어를 남겼고, 수지큐(Susie Q) 음악에 맞춰 추던 그의 특유의 엉덩이를 흔들며 뒤뚱뒤뚱 걷던 '오리춤'은 오랫동안 모방되었다.
- 동료 코미디언 이상해와 콤비를 이루며 묘기아닌 묘기에 도전하면서 코미디프로의 절정을 누볐다.[5]

- 1985년 사회복지협의회 후원회장을 지냈다.
- 1988년 한국코미디연구회 창립 회장, 연예인협회 연기분과 명예위원장, 한국 BBS 중앙연맹 부총재를 역임하였다.

- 1991년 11월 22일에는 외아들 정창원(당시 향년 28세. 미국 버지니아 위슬리언대 4학년)이 차량전복사고로 숨졌다.
- 장례식이 끝나고 3일 후 SBS 개국특집 프로그램에 구지윤과 공동 출연하였다.[6]

- 1992년 대한민국 제14대 국회의원 선거에서 통일국민당의 공천을 받아 경기 구리시 선거구에 출마했다.

- 본선에서 45.34%의 득표율을 기록하면서 제14대 국회의원으로 당선되었다.

- 그 후, SBS의 심야 토크쇼인 《이주일의 투나잇쇼》로 연예계로 마지막 복귀하였다.

- 그의 정치 및 재계, 사회문화에 대한 풍자와 해학은 엄청난 인기를 구가하였다. 《이주일의 투나잇쇼》의 100회 특집을 끝으로[7] 방송계를 은퇴하였다.

### 사망
- 평소에 담배를 하루에 2~3갑 상당을 피우던 그는 1991년, 아들이 숨진 이후 흡연량이 급속히 더 늘었다고 한다.

- 2001년 11월 17일에 폐암 말기를 선고[A]

- 받은 후 금연 명예교사, 범국민금연운동추진위원회 공동대표, 증언형 금연 광고 촬영 등 금연 운동 캠페인을 전개하였다.

- 폐암 투병 중이던 2002년 8월 27일 오후 3시 15분 경 국립암센터에서 숨졌다.

- 춘천경춘공원에 안장되었으며, 사후 국민훈장 모란장과 29회 한국방송대상 심사위원특별상[10]이 추서되었다.

## 학력
- 운양국민학교 1948~1954(졸업)
- 경포중학교 1954~1957(졸업)
- 춘천고등학교 1957~1960(졸업)

### 비학위 수료
- 경원대학교 경영대학원(수료)

## 출연

### 방송
- 《웃으면 복이와요》(MBC, 1979)
- 《일요일 밤의 대행진》(MBC, 1981년)
- 《청춘행진곡》
- 《청춘만만세》
- 《유머 일번지》(KBS)
- 《이주일의 투나잇 쇼》(SBS, 1996~1997)
- 《이주일의 코미디 쇼》(SBS, 1997~1998)
- 《TV는 사랑을 싣고》(KBS, 1999년)

### 영화
- 《이주일의 리빠똥 사장》(1980년)
- 《뭔가 보여드리겠읍니다》(1980년)
- 《별명 붙은 사나이》(1980년)
- 《조용히 살고 싶다》(1980년)
- 《열번 찍어도 안 넘어진 사나이》(1980년)
- 《평양맨발》(1980년)
- 《얼굴이 아니고 마음입니다》(1983년)

### 광고
- 1980년 서통 썬파워 킹슈퍼
- 1981년 GC녹십자 바리오 크림
- 1983년 농심(크레오파트라, 안성탕면)
- 1984년 농심 너구리 떡면
- 1985년 애경산업 트리오
- 1985년 ~ 1986년 오뚜기(곱배기 라면, 영라면, 우짜짜, 청보 육개장, 청보 아줌마, 열라면)
- 1986년 ~ 1987년 사조오양(오양진미, 오양진미 점보, 오양맛살, 오양 명태포)
- 1997년 KT 국제전화 001(Feat. 곽영일, 하청일, 신성일)
- 2002년 보건복지부(금연 운동 캠페인)

## 수상 경력
- MBC 연기대상 MC부문 우수상(1984년)
- MBC 연기대상 라디오부문 최우수상(1985년)
- MBC 연기대상 코미디부문 최우수상(1986년)
- 제22회 백상예술대상 TV부문 코미디연기상(1986년)
- MBC 방송연예대상 평생 공로상(2001년)
- 국민훈장 모란장(2002년)
- 제29회 한국방송대상 심사위원특별상(2002년)[10]

## 저서
- 《뭔가 말되네요》(1985)
- 《돈이 뭐길래 정치가 뭐길래》(1992)
- 회고록 《인생은 코미디가 아닙니다》(2002)

## 특징

### 축구
춘천고교 재학 시절 박종환 감독과 같이 축구부에서 활동했었다.(이주일은 라이트윙을 뛰었고, 박종환이 풀백이었다.)
1982년 연예인 축구단인 `무궁화축구단' 단장을 지냈다. 병중이던 2002년에는 당시 서울에서 개최된 2002년 FIFA 월드컵의 개회식에 휠체어를 타고 참관한 것이 방송에 소개되기도 하였다. 전두환 전 대통령과는, 이주일과 절친한 박종환 전 감독이 1983년 FIFA U-20 세계 청소년 축구 선수권 대회에서 4강 신화를 이룬 일이 계기가 되어 인연을 맺었다고 한다.

### 유행어
- 콩나물 팍팍 무쳤냐
- 얼굴이 못 생겨서 죄송합니다
- 뭔가 보여드리겠다니깐요
- 일단 한번 보시라니깐요

### 기타
- 이리역 폭발 사고 당시, 가수 하춘화를 구한 일화가 있다.
- 당시 무명이었던 이주일은 이 일화로 유명해져서 스타덤에 올랐다.
- 유랑극단 시절, 그의 못생긴 얼굴 등으로 인해 간첩으로 몰려 경찰서에 끌려가 매를 맞고 풀려난 적이 있다.[11]
- 백남봉과 이주일은 제1기로 동기다.

## 사후에 등장한 광고
2007년 겨울 생전의 토크쇼, 오락프로그램의 주요 장면들을 편집해 만든 흥국쌍용화재의 이유다이렉트 광고에 등장하였다. 이 광고에는 이전에 사고로 죽은 액션배우 이소룡이 찍은 것도 있다. 이때 그의 목소리는 후배 개그맨 이봉원의 성대모사로 만들어졌다. 이주일이 죽은 지 5년이 넘었음에도 이 광고는 일반인들에게 그의 향수를 자극하는 역할을 하였고, 광고수익금 전액은 고인인 이주일과 유족의 뜻에 따라 불우이웃돕기 성금으로 사용되었다.

## 역대 선거 결과
| 실시년도 | 선거   | 대수 | 직책     | 선거구      | 정당       | 득표수   | 득표율          | 순위 | 당락 | 비고 |
| -------- | ------ | ---- | -------- | ----------- | ---------- | -------- | --------------- | ---- | ---- | ---- |
| 1992년   | 총선   | 14대 | 국회의원 | 경기 구리시 | 통일국민당 | 25,751표 | \| \| 45.34% \| | 1위  |      | 초선 |
|          | 45.34% |      |          |             |            |          |                 |      |      |      |

## 소속 정당
| 소속 정당 | 소속 정당  | 소속 기간 | 비고                |
| --------- | ---------- | --------- | ------------------- |
|           | 통일국민당 | 1992~1993 | 정계 입문           |
|           | 무소속     | 1993~1994 | 탈당                |
|           | 민주자유당 | 1994~1995 | 입당                |
|           | 신한국당   | 1995~1996 | 당명 변경           |
|           | 무소속     | 1996~2002 | 탈당 정계 은퇴 사망 |

## 같이 보기
- 구리시 (선거구)
- 구리시의 국회의원